# Volkertshausen
Volkertshausen település Németországban, azon belül Baden-Württembergben. Lakosainak száma 3285 fő (2023. december 31.). Volkertshausen Aach és Orsingen-Nenzingen községekkel határos.

## Népesség
A település népessége az elmúlt években az alábbi módon változott:
| Lakosok száma | 1459 | 1600 | 1806 | 1932 | 1981 | 2304 | 2707 | 2849 | 2975 | 3285 |
|               | 1961 | 1967 | 1974 | 1980 | 1987 | 1993 | 2000 | 2006 | 2013 | 2023 |